# Poggetto
Poggetto è una frazione del comune di Poggio a Caiano in provincia di Prato, situata 2,04 km a nord del capoluogo.
La frazione indica anche il confine nord con il comune di Carmignano Seano (come paese) e quello a nordest con il comune di Prato.

## Idrografia
Il paese è bagnato sia dall'Ombrone Pistoiese sia dal torrente Furba, che confluisce nel fiume principale nel punto di confine, tra le località di Poggetto e Tavola, e quindi tra i comuni di Poggio a Caiano e Prato.